# Droga nr 717 (Izrael)
Droga regionalna nr 717 (hebr. כביש 717) – droga regionalna położona w Dolnej Galilei, na północy Izraela. Łączy ona niewielkie osady wiejskie położone na Wyżynie Jissachar.

## Przebieg
Droga nr 717 przebiega przez Poddystrykt Jezreel w Dystrykcie Północnym Izraela. Biegnie południkowo z północy na południe, łącząc niewielkie osady wiejskie na płaskowyżu Ramot Jissachar.
Swój początek bierze w wiosce Moledet, skąd kieruje się na zachód do moszawu Ramat Cewi. Wykręca tutaj w kierunku południowo-zachodnim i dociera do skrzyżowania z drogą nr 716. Tutaj kończy swój bieg. Jadąc drogą nr 716 na północ dojeżdża się do arabskiej wioski Na’ura, lub jadąc na południe zjeżdża się do Doliny Charod przy kibucach En Charod Ichud i En Charod Me’uchad, dojeżdżając do skrzyżowania z drogą nr 71.